# José Gordillo
José Gordillo, född 25 februari 1940 i Sevilla, död i januari 2022 i Malmö var en svensk bildkonstnär.
Gordillo föddes i Sevilla men kom till Sverige 1961. Efter några år som verksam i Malmö fick han 1973 i uppdrag av Marianne Bråhammar, den dåvarande intendenten för Lunds Konsthall, att kurera en utställning med spanska konstnärer. Svensk konstpublik fick så ta del av den spanska konstscenen, och Gordillo fick uppmärksamhet för sitt konstnärskap.
Utöver det egna konstnärskapet med många lokala utställningar, så ägnade han mycket tid åt vardagskonst i stadsbilden, på olika uppdrag av den tidigare stadsarkitekten i Malmö, Ivo Waldhör.
José Gordillo är representerad bland annat på Ystads Konstmuseum.